# Les Disparus
Pour les articles homonymes, voir Les Disparus (homonymie).
Les Disparus (The Lost: A Search for Six of Six Million) est un essai de Daniel Mendelsohn publié originellement en septembre 2006 chez Harper Collins Publishers.
La traduction en français, signée Pierre Guglielmina, paraît le 3 septembre 2007 aux éditions Flammarion. L'ouvrage reçoit la même année le prix Médicis étranger.

## Résumé
Cet essai décrit la recherche des traces laissées par une famille juive de Bolechów (Galicie), disparue « tuée par les nazis », pendant la Seconde Guerre mondiale, œuvre inclassable sur le « passé perdu » qui rappelle le récit Dora Bruder de Patrick Modiano, Marcel Proust ou W. G. Sebald. 
Entre 2001 et 2005, Daniel Mendelsohn, critique littéraire new-yorkais, est parti à la recherche de traces laissées par la famille de son grand-oncle maternel disparue pendant la Shoah. Seul membre de sa fratrie à être resté en Europe, Shmiel fascinait l'auteur depuis son enfance, bercée par les récits de son grand-père Abraham. Les Disparus entraînent le lecteur dans l'Europe centrale d'avant 1939 où les peuples, les religions se mêlaient dans des pays aux frontières fluctuantes et tentent de reconstituer l'horreur de la Shoah par balles et de l'Aktion Reinhard.

## Analyse
Les Disparus est divisé en cinq parties qui lient histoire biblique et histoire familiale:
- La première partie est intitulée Bereishit, ou les Commencements (1967-2000). C'est le nom hébreu de la Genèse et le premier mot de ce livre biblique : il peut se traduire par au commencement. Les deux  récits de la création que contiennent les premiers chapitres de la Genèse  n'ont cessé d'intéresser les érudits juifs de tous temps. Daniel Mendelsohn livre au lecteur le commentaire de  Rachi à ce sujet puis, celui contemporain du rabbin Friedman. Pour Friedman l'ouverture du Bereishit fait penser à la technique cinématographique « d'un long travelling qui se resserre ensuite : depuis l'univers jusqu'au point focal d'une seule famille.... Cependant les vastes préoccupations cosmiques que relate la Torah resteront à l'arrière-plan lorsque nous continuerons à lire, fournissant le riche substrat de sens qui donne toute la profondeur à l'histoire de cette famille ». Ainsi en est-il du récit de Mendelsohn et de l'histoire de la famille de l'oncle Shmiel, destins particuliers brisés dans la Shoah. Bereishit, au commencement raconte aussi les premières années de Mendelsohn, celles avant ses voyages pour retrouver les traces des disparus. La première partie permet aussi de comprendre l'importance du souvenir dans la tradition juive. Yikzor, souviens-toi est une injonction importante. Chaque année, un kaddish est lu pour les morts de la famille, pour ne pas les oublier, mais la famille d'oncle Shmiel dont tout le monde se souvient est entourée d'un halo de secret. Enquêter, retrouver leur histoire s'est aussi obéir à l'injonction mémorielle Yikzor.

- La deuxième partie est titrée Caïn et Abel ou frères et sœurs (1939-2001), À travers l'analyse de l'histoire Caïn et Abel, Mendelsohn fait le portrait de la fratrie de sept enfants, à laquelle appartiennent son grand-père et son oncle Shmiel, une fratrie minée par les jalousies et les sacrifices. Trop pauvre pour payer à sa famille la traversée de l'Atlantique pour rejoindre l'Amérique, Taube Jäger, la mère, devenue veuve, accepte de donner sa fille aînée, Ruchele, en mariage à son neveu bossu, pour que son frère Abraham Mittelmark, déjà installé aux États-Unis, paie la traversée à la famille. Mais Ruchele meurt huit jours avant le mariage d'une faiblesse cardiaque et c'est la cadette qui doit se sacrifier. Dans un va-et-vient entre passé et présent, il analyse à travers les rapports ambigus des frères et sœurs Jäger, ses propres sentiments ambivalents qui le lient ou l'éloignent de ses frères. Il découvre les lettres que Shmiel a écrit à ses frères et beau-frère de janvier à décembre 1939 pour avoir de l'argent, d'abord pour sauver son entreprise menacée par l'antisémitisme polonais, puis pour pouvoir quitter la Pologne, d'abord en famille puis ne serait-ce que pour envoyer une de ses quatre filles aux États-Unis. Il  sait que les demandes incessantes de Shmiel n'ont pas eu de réponse. Il s'imagine que les rancœurs accumulées ont poussé les frères et sœurs américains du demandeur à ne pas agir. Mais la vérité est plus prosaïque. Il était impossible de faire quoi que ce soit en raison des quotas d'émigration.

- La troisième partie s'appelle Noah ou Annihilation totale (mars 2003). Daniel Mendelsohn s'attarde sur l'histoire du déluge, quand Dieu a voulu annihiler les hommes, le terme hébreu est dissolution. Seuls Noé et sa famille survivent et peuvent se souvenir de la vie d'avant. Daniel et son frère Matthew se rendent à Sydney où se sont installés cinq des douze juifs de Bolechów encore en vie et qui ont survécu à la catastrophe. Ce sont eux qui commencent à la raconter. Le déluge pose aussi la question de la mort d'innocents. Ainsi les bébés qui n'avaient pas pêché ont eux aussi été noyés. De même les nazis ont fait périr des enfants. Noé a survécu dans une arche, tebah en hébreu, ce qui signifie boîte. De même les Juifs de Bolechów qui ont survécu ont pu se cacher dans des abris bien fermés, des sortes d'arches où ils attendaient que la fureur nazie s'éloigne.

- La quatrième partie est intitulée Lech Lecha ou En avant (juin 2003-février 2004). Elle est liée à l'appel et au voyage d'Abraham vers la Terre promise. «Un des thèmes qui m'intéressent, et non des moindres, est la façon dont différents groupes de gens peuvent soit coexister dans un endroit donné, soit (c'est le plus fréquent) tenter de s'en chasser les uns, les autres » explique Mendelsohn au sujet de cet épisode biblique. Lech Lecha raconte aussi le voyage de Daniel Mendelsohn en Israël, à la rencontre de sa famille  et surtout de cinq autres survivants de Bolechów qui ont émigré vers la Terre promise. Lorsque Canaan est frappé de famine, Abraham doit se réfugier en Égypte. Là de peur qu'il ne soit tué à cause de la beauté de sa femme, il ment et la fait passer pour sa sœur. Pharaon en fait une de ses épouses attirant ainsi la punition divine sur son pays. Si les commentateurs bibliques peinent à justifier le mensonge d'Abraham, Daniel Mendelsohn y voit le symbole des compromissions que doivent faire les étrangers menacés pour survivre en milieu hostile. Le voyage d'Abraham est la source de bien des épreuves, comme celui d'Ulysse mais il est aussi source de connaissance. Il est à mettre en parallèle avec celui d'Adam Kulberg, un juif de Bolechów qui a fui vers l'est juste avant l'arrivée des Allemands jusqu'à la frontière chinoise avant de revenir à Lublin avec les armées soviétiques.

- La cinquième partie a pour nom Vayeira ou L'Arbre dans le jardin (8 juillet 2005). Daniel Mendelsohn s'arrête sur l'histoire de la femme et des filles de Loth transformées en statues de sel parce qu'elles ont regardé en arrière lors de leur fuite de Sodome et Gomorrhe  détruites par Dieu. Ce regard vers le passé est pour l'auteur celui des regrets déchirants, la nostalgie de ce que nous devons laisser derrière nous. Et si la nostalgie est trop forte, elle nous immobilise et nous empêche d'avancer. Ainsi en est-il du retour de Daniel Mendelsohn à Bolechów. Submergé par ses émotions quand il apprend de la bouche d'un vieil Ukrainien l'endroit où son oncle et sa cousine ont été cachés par deux institutrices polonaises, dénoncés et exécutés, il s'effondre en larmes. L'Arbre dans le jardin, l'arbre de la connaissance, c'est celui au pied duquel ont été abattus Shmiel et Frydka, point final de sa quête. Il sait enfin ce qui s'est passé et peut s'éloigner de Bolechów sans se retourner. Le sort de tous les habitants des deux métropoles bibliques ramènent aussi à la culpabilité collective, celle des Ukrainiens étaient-ils vraiment les pires de tous comme son grand-père et les survivants le disaient ? Pourtant tous ceux qui ont survécu ont été sauvés par des Ukrainiens.

## Autour du livre
Jean-Luc Godard envisagea une adaptation cinématographique.

## Prix littéraires
- 2006 : National Book Critics Circle Award
- 2006 : National Jewish Book Award
- 2007 : Prix Médicis étranger
- 2007 : Meilleur livre de l'année 2007 par Lire

## Éditions
- Paris, Éditions Flammarion, 2007  (ISBN 978-2-08-120551-2)
- Paris, J'ai lu no 8861, 2009  (ISBN 978-2-290-01602-2)